# Rhaphiderus bedoti
Rhaphiderus bedoti är en insektsart som beskrevs av Ludwig Redtenbacher 1908. Rhaphiderus bedoti ingår i släktet Rhaphiderus och familjen Phasmatidae. Inga underarter finns listade i Catalogue of Life.